# Stistait
Stistait (IMA-Symbol Sst) ist ein sehr selten vorkommendes Mineral aus der Mineralklasse der „Sulfide und Sulfosalze“ mit der chemischen Zusammensetzung SnSb und damit chemisch gesehen Zinnantimonid, das heißt, eine legierungsähnliche Verbindung auch Zinn und Antimon im Stoffmengenverhältnis von 1 : 1.
Stistait kristallisiert im trigonalen Kristallsystem und konnte bisher nur in Form von würfelähnlichen Kristallen von 0,02 bis 0,15 Millimetern Größe sowie in Mineral-Aggregaten mit Zinn gefunden werden. Das Mineral ist undurchsichtig (opak) und zeigt auf den hellgrauen, auf polierten Flächen auch cremeweißen, Oberflächen einen metallischen Glanz. Aufgrund den bisher gefundenen zu geringen Probengrößen konnte noch keine Strichfarbe ermittelt werden.

## Etymologie und Geschichte
Entdeckt wurde Stistait in Schwermineral-Fraktionen aus Seifenlagerstätten im Bereich der rechten Nebenflüsse des Elkiaidai-Stroms (russisch Елкиайдай), genauer an der äußersten Ostspitze des Nordens, im Nuratau-Gebirge in der Viloyat Sirdaryo im Osten von Usbekistan. Die Analyse und Erstbeschreibung erfolgte durch E. P. Nikolajewa, W. A. Grigorenko, S. D. Gagarkina und P. Je. Zypkina (russisch Э. П. Николаева, В. А. Григоренко, С. Д. Гагаркина, П. Е. Цыпкина), die das Mineral in Anlehnung an dessen Zusammensetzung aus Antimon (lateinisch Stibium) und Zinn (lateinisch stannum) und dem bei Mineralen üblichen Anhang „it“ Stistait nannten.
Das Mineralogenteam sandte seine Untersuchungsergebnisse und den gewählten Namen 1969 zur Prüfung an die International Mineralogical Association (interne Eingangsnummer der IMA: 1969-039), die den Stistait als eigenständige Mineralart anerkannte. Die Erstbeschreibung wurde im Jahr darauf im russischen Fachmagazin Sapiski Wsessojusnogo Mineralogitscheskogo Obschtschestwa (russisch Записки Всесоюзного Минералогического Общества) veröffentlicht.
Ein Aufbewahrungsort für das Typmaterial des Minerals ist nicht definiert beziehungsweise nicht dokumentiert.

## Klassifikation
In der veralteten 8. Auflage der Mineralsystematik nach Strunz war der Stistait noch nicht aufgeführt.
In der zuletzt 2018 überarbeiteten Lapis-Systematik nach Stefan Weiß, die formal auf der alten Systematik von Karl Hugo Strunz in der 8. Auflage basiert, erhielt das Mineral die System- und Mineralnummer II/C.17-020. Dies entspricht der Klasse der „Sulfide und Sulfosalze“ und dort der Abteilung „Sulfide mit dem Stoffmengenverhältnis Metall : S,Se,Te ≈ 1 : 1“, wo Stistait zusammen mit Abramovit, Coirait, Franckeit, Herzenbergit, Kylindrit, Lévyclaudit, Merelaniit, Mohit, Suredait, Teallit und Znamenskyit eine unbenannte Gruppe mit der Systemnummer II/C.17 bildet.
Die von der IMA zuletzt 2009 aktualisierte 9. Auflage der Strunz’schen Mineralsystematik ordnet den Stistait in die Klasse der „Sulfide und Sulfosalze (Sulfide, Selenide, Telluride, Arsenide, Antimonide, Bismutide, Sulfarsenide, Sulfantimonide, Sulfbismutide)“ und dort in die Abteilung „Legierungen und legierungsartige Verbindungen“ ein. Hier ist das Mineral in der Unterabteilung „Verbindungen von Halbmetallen mit Kupfer (Cu), Silber (Ag), Gold (Au)“ zu finden, wo es als einziges Mitglied eine unbenannte Gruppe mit der Systemnummer 2.AA.45 bildet.
In der vorwiegend im englischen Sprachraum gebräuchlichen Systematik der Minerale nach Dana hat Stistait die System- und Mineralnummer 01.03.01.05. Das entspricht der Klasse der „Elemente“ und dort der Abteilung „Elemente“. Hier findet er sich innerhalb der Unterabteilung „Elemente: Halbmetalle und Nichtmetalle“ in der „Arsengruppe“, in der auch Arsen, Antimon, Stibarsen und Bismut eingeordnet sind.

## Kristallstruktur
Stistait kristallisiert trigonal mit den Gitterparametern a = 8,65 Å und c = 10,67 Å sowie 12 Formeleinheiten pro Elementarzelle.

## Eigenschaften
Stistait ist unlöslich in Salzsäure (HCl), wird in verdünnter Salpetersäure (HNO3) teilweise gelöst und in konzentrierter HNO3 unter Erosion vollständig gelöst.

## Bildung und Fundorte
Bisher fand sich Stistait ausschließlich in Schwermineral-Konzentraten aus Seifenlagerstätten. Die umgebenden schiefrig-sandigen Sedimente in der Provinz Sirdaryo an dessen Typlokalität am Nebenfluss des Elkiaidai entstanden im Zeitalter des Silur. Als Begleitminerale traten hier gediegen Apatit, Baryt, Cinnabarit, Coelestin, Leukoxen, Rutil, Scheelit, Zinn und Zirkon auf. Der bisher einzige weitere bekannte Fundort in Usbekistan ist ebenfalls eine Seifenlagerstätte am Ejei (Edzhei) in der benachbarten Provinz Taschkent im gleichnamigen Gebirge.
Weitere bisher dokumentierte Fundorte sind der „Rapid shipwreck“ im Exmouth Shire in Westaustralien, die Antimon-Lagerstätte „Dzhalama“ (auch Jalama) im Tschatkalgebirge in Kirgisistan, der Fluss Tamaña in der Gemeinde (Municipio) Nóvita im kolumbianischen Departamento del Chocó, die Seifenlagerstätte „Baimka“ im Rajon Bilibinski und die Goldlagerstätte „Kubaka“ im Rajon Ochotsk des Autonomen Kreises der Tschuktschen, das Kovdor-Massiv auf der Halbinsel Kola in der Oblast Murmansk, der Kimberlitschlot in West-Ukukit am Olenjok in der Republik Sacha (Jakutien) und Flussseifen des Shamsha nahe Iwdel in der Oblast Swerdlowsk in Russland sowie eine schichtförmige Intrusion am Sonju Lake im Beaver-Bay-Komplex im Lake County des US-Bundesstaates Minnesota.